# Пихлаямяки, Херманни
Херман Матинпойка «Хемппа» Пихлаямяки (фин. Herman Matinpoika "Hemppa" Pihlajamäki ; 11 ноября 1903, Нурмо, Сейняйоки, Финляндия — 4 июня 1982, Эхтяри, Финляндия) — финский борец вольного и греко-римского стилей, чемпион и призёр Олимпийских игр, чемпион Европы, пятикратный чемпион Финляндии (1927, 1930, 1932, 1936, 1937) по вольной борьбе, призёр чемпионата Европы, чемпион Финляндии (1935) по греко-римской борьбе.

## Биография
Родился в известной борцовской династии. Его двоюродные братья Арви и Пааво были неоднократными чемпионами Финляндии, а двоюродный брат Кустаа одним из выдающихся финских борцов, двукратным чемпионом Олимпийских игр.
На Летних Олимпийских играх 1932 года в Лос-Анджелесе боролся в категории до 61 килограмма (полулёгкий вес); титул оспаривали 10 человек. Выбывание из турнира проходило по мере накопления штрафных баллов. Схватку судили трое судей, за чистую победу штрафные баллы не начислялись, за победу решением судей при любом соотношении голосов начислялся 1 штрафной балл, за проигрыш решением 2-1 начислялись 2 штрафных балла, проигрыш решением 3-0 и чистый проигрыш карался 3 штрафными баллами. Херманни Пихлаямяки выиграв все встречи, стал олимпийским чемпионом.
| Круг | Соперник        | Страна                    | Результат | Основание                | Время схватки |
| ---- | --------------- | ------------------------- | --------- | ------------------------ | ------------- |
| 1    | Херб Роуланд    | Канада                    | Победа    | Туше (0 штрафных баллов) | 1:54          |
| 2    | Кристиан Шак    | Дания                     | Победа    | Туше (0 штрафных баллов) | 3:20          |
| 3    | Эд Немир        | Соединённые Штаты Америки | Победа    | 3-0 (1 штрафной балл)    | -             |
| 4    | Янис Фармакидис | Греция                    | Победа    | 3-0 (1 штрафной балл)    | -             |
| 5    | Эйнар Карлссон  | Дания                     | Победа    | Туше (0 штрафных баллов) | 3-            |

На Летних Олимпийских играх 1936 года в Берлине боролся в категории до 66 килограммов (лёгкий вес); титул оспаривали 15 человек. Турнир проводился по прежним правилам с начислением штрафных баллов. Херманни Пихлаямяки дважды проиграл, оба раза чисто, но количество штрафных баллов позволило ему остаться на третьем месте.
| Круг | Соперник       | Страна         | Результат | Основание                | Время схватки |
| ---- | -------------- | -------------- | --------- | ------------------------ | ------------- |
| 1    | Жан Лалеманд   | Бельгия        | Победа    | Туше (0 штрафных баллов) | 5:35          |
| 2    | Артур Томпсон  | Великобритания | Победа    | 3-0 (1 штрафной балл)    | -             |
| 3    | Садик Соганчи  | Турция         | Победа    | Туше (0 штрафных баллов) | 5:25          |
| 4    | Карой Карпати  | Венгрия        | Поражение | Туше (3 штрафных балла)  | 9:20          |
| 5    | Шарль Дельпорт | Франция        | Победа    | Туше (0 штрафных баллов) | 2:50          |
| 6    | Вольфганг Эрль | Германия       | Поражение | Туше (3 штрафных балла)  | 12:21         |

По профессии Херманни Пихлаямяки был полицейским.